# Cryptoblepharus virgatus
Cryptoblepharus virgatus (смугастий змієокий сцинк) — вид сцинкоподібних ящірок родини сцинкових (Scincidae). Ендемік Австралії.

## Опис
Смугастий змієокий сцинк — невелика ящірка зі сплющеним тілом, довжина якої становить 4-10 см. Забарвлення переважно сріблясто-сіре, від очей до основи хвоста вздовж тіла ідуть чіткі білі смуги.

## Поширення і екологія
Смугасті змієокі сцинки мешкають на півострові Кейп-Йорк в штаті Квінсленд (на південний схід до Таунсвілла), а також на деяких островах Торресової протоки. Вони живуть в прибережних лісах, на пустищах, серед скель, в парках і садах. Ведуть денний, деревний спосіб життя, живляться комахами.